# Бареджо
Барѐджо (на италиански: Bareggio, на западноломбардски: Baréč, Бареч) е град и община в Северна Италия, провинция Милано, регион Ломбардия. Разположен е на 138 m надморска височина. Населението на общината е 17 158 души (към 2013 г.).